# May Warden
May Warden (ur. 9 maja 1891 w Leeds; zm. 5 października 1978 w Londynie) – brytyjska aktorka.
Najbardziej znana jest z roli Pani Sophie w filmie Dinner for One. Grała też w wielu filmach i programach telewizyjnych w Niemczech i Skandynawii. 
Wystąpiła również w filmie Mechaniczna pomarańcza oraz serialu Doktor Who, lecz w obu tych produkcjach dostała role, w których nic nie mówiła. Jej ostatnia rola była w wersji telewizyjnej książki Billy Liar.
W 1915 roku poślubiła komika Silvester Stewart z którym miała dwie córki i dwóch synów. Mieszkała w Londynie, aż do śmierci.